# Engelskt rajgräs
Engelskt rajgräs (Lolium perenne L.) är en flerårig ört i familjen gräs. Svensk synonym renrepe.

## Beskrivning
Nertill en tuva, som inte ger blommor. Ur tuvan växer blommande strån, som blir 35 – 60 cm höga. Typiskt för denna växt är att de platta fröaxen trycker sig med kanten mot strået, vilket skiljer den från liknande arter, t.ex. strået hos kvickrot, Elytrigia repens (L.) Desv. ex Nevski. Engelskt rajgräs blommar under hela sommaren (juni till och med augusti).

## Biotop
Växer på torra ställen, såsom vägkanter, ruderatmark o d, ofta "rymling" från människonära trakter.
I nordliga lägen gör klimatet att denna mindre härdiga växt ofta blir ettårig. I Norge går renrepe upp till 870 m ö h.
Kan bilda hybrider med italienskt rajgräs, Lolium multiflorum och ängssvingel, Festuca pratensis.

## Habitat
I  södra Sverige vanlig upp till ungefär Gästrikland, mera glest längre norrut, men ända till Torne lappmark.. 
Finns här och var i Nordamerika, men är inte ursprunglig där.

### Utbredningkartor
- Norden
- Norra halvklotet

## Användning
Odlas som betesväxt, inte så mycket i Sverige som i övriga Europa.
Till gräsmattor, speciellt fotbollsplaner p.g.a. sin slitstyrka och snabba återväxt.